# Венец жизни. Исследование по йоге
«Венец Жизни. Исследования по йоге» (хинди योग: एक तुलनात्मक अध्ययन, англ. The Crown of Life: A Study of Yoga) — обширное исследование йоги. В книге сравниваются различные виды йоги, в том числе Сурат-шабд-йога — практическое познание духовности. Проводятся параллели с религиями и современными философскими учениями. Первая половина книги детализирует природу и сущность многих форм йоги. Вторая половина книги, это подробное исследование Сурат-шабд-йоги, йоги звука и учения Сант Мат. Книга издана на нескольких языках, таких как хинди, урду, английский, немецкий, русский и др. «Венец Жизни. Исследования по йоге» была написана в 1959 году. Автор Сант Кирпал Сингх, написал большое количество книг, посвященных духовности, религии и философии. Книга передана автором в общественное достояние и на неё не распространяется авторское право.
Если весь религиозный опыт ведет в одном и том же направлении, почему, спрашивается, существует столько конфликтов и споров в сфере религии? Почему последователи каждой веры считают только свою истинной, а все остальные ложными? Зачем тогда догматическая вера в духовную монополию и отсюда Крестовые походы, резня в Варфоломеевскую ночь, испанская инквизиция и общинные мятежи в Индии в 1947 году? (Отрывок из книги)

## Содержание
- Часть первая. Виды йоги
- Часть вторая. Исследование Сурат Шабд Йоги